# Power (serie de televisión)
Power es una serie de televisión estadounidense creada y producida por Courtney A. Kemp en colaboración con Curtis "50 Cent" Jackson. Se emitió en la cadena Starz del 7 de junio de 2014 al 9 de febrero de 2020.
Tras su lanzamiento, Power obtuvo críticas positivas por su ritmo, atmósfera y actuación. Es uno de los programas más valorados de Starz y uno de los programas más vistos por cable. Antes del estreno de la quinta temporada, Starz renovó el programa para una sexta y última temporada, que se estrenó el 25 de agosto de 2019.

## Argumento
Power cuenta la historia de James St. Patrick (Omari Hardwick), un traficante de drogas inteligente y despiadado con el nombre de calle "Ghost", que desea dejar el mundo criminal para perseguir intereses comerciales legítimos como propietario de discoteca. St. Patrick tiene como objetivo equilibrar estas dos vidas, mientras evita la captura policial en medio de un matrimonio que se desmorona y alianzas económicas cambiantes.
El programa también presenta a la familia de James, que en parte está formada por su esposa Tasha (Naturi Naughton) y su hijo Tariq (Michael Rainey Jr.). Power también sigue al socio criminal de James y su mejor amigo de toda la vida, Tommy Egan (Joseph Sikora), el interés amoroso y fiscal criminal Angela Valdés (Lela Loren), el amigo convertido en rival Kanan Stark (50 Cent), el protegido y rival Andre Coleman (Rotimi Akinosho), y el colega de Angela, Cooper Saxe (Shane Johnson). El abogado defensor Joe Proctor (Jerry Ferrara), el fiscal de distrito John Mak (Sung Kang) y el político Rashad Tate (Larenz Tate) también aparecen en las últimas temporadas del programa.

## Elenco

### Elenco principal
- Omari Hardwick como James "Ghost" St. Patrick[9]
- Lela Loren como Ángela "Angie" Valdez[9]
- Naturi Naughton como Tasha St. Patrick[9]
- Joseph Sikora como Thomas "Tommy" Patrick Egan[9]
- Lucy Walters como Holly Weaver[9]
- Adam Huss como Josh Kantos[9]
- Andy Bean como Gregory "Greg" Knox[9]
- Kathrine Narducci como Frankie[9] (temporada 1, papel recurrente en la temporada 2)
- Luis Antonio Ramos como Carlos "Víbora" Ruiz[9]
- Greg Serano como agente Juan Julio Medina[9] (Season 1)
- Sinqua Walls como Shawn Stark[9] (temporada 1-2)
- Shane Johnson como Cooper Saxe (temporada 2-presente, papel recurrente en la temporada 1)
- J.R. Ramirez como Julio[9] (temporada 2-presente, papel recurrente en la temporada 1)
- Rotimi como André "Dré" Colleman (temporada 2-6)
- David Fumero como Mike Sandoval (temporada 2-6)
- Anika Noni Rose como LaVerne "Jukebox" Thomas - James's New Girlfriend (temporada 3-6)

### Elenco recurrente
- Curtis "50 Cent" Jackson como Kanan Stark (temporada 1–6)
- Leslie Lopez como Pink Sneakers (temporada 1-2)
- Diane Neal como Cynthia Sheridan (temporada 1–6)
- William Popp como Vladimir (temporada 1-2)
- Alani "La La" Anthony como LaKeisha Grant (temporada 1–6)
- Victor Garber como Simon Stern (temporada 1–6)
- Vinicius Machado como Nomar Arcielo (temporada 1)
- Marc John Jefferies como QDub (temporada 2)
- Tasha Smith como Jarita (temporada 2)
- Jerry Ferrara como Joe Proctor (temporada 2)
- Enrique Murciano como Felipe Lobos (temporada 1-6)

## Episodios
| Temporada | Temporada | Episodios | Episodios | Emisión original     | Emisión original         |
| Temporada | Temporada | Episodios | Episodios | Primera emisión      | Última emisión           |
| --------- | --------- | --------- | --------- | -------------------- | ------------------------ |
|           | 1         | 8         | 8         | 7 de junio de 2014   | 2 de agosto de 2014      |
|           | 2         | 10        | 10        | 6 de junio de 2015   | 15 de agosto de 2015     |
|           | 3         | 10        | 10        | 17 de julio de 2016  | 25 de septiembre de 2016 |
|           | 4         | 10        | 10        | 25 de junio de 2017  | 3 de septiembre de 2017  |
|           | 5         | 10        | 10        | 1 de julio de 2018   | 9 de septiembre de 2018  |
|           | 6         | 15        | 10        | 25 de agosto de 2019 | 3 de noviembre de 2019   |
|           | 6         | 15        | 5         | 5 de enero de 2020   | 9 de febrero de 2020     |

## Series derivadas
Con la conclusión de la serie original, se anunció que Starz había planeado cuatro próximos spin-offs en el mismo universo que Power. Estos comienzan con Power Book II: Ghost, que, poco después de los eventos de la serie original, se centra en el hijo de Ghost, Tariq, navegando en su nueva vida criminal y con la intención de deshacerse del legado de su padre mientras lidia con la creciente presión para proteger a su familia, incluida la de su madre Tasha. La serie estará coprotagonizada por Mary J. Blige y Method Man. Los otros spin-offs incluyen: Power Book III: Raising Kanan, una precuela de la vida de Kanan (50 Cent); Power Book IV: Force, que, si es indicativo de la apariencia de su automóvil, da a los fanáticos la esperanza de que seguirá a Tommy (Joseph Sikora) a Los Ángeles; y Power Book V: Influence, una secuela ambientada en el mundo político centrada en el despiadado ascenso al poder de Tate (Larenz Tate).
El 4 de agosto de 2020, se anunció que Power Book II: Ghost se estrenará el 6 de septiembre de 2020.
El 31 de agosto de 2020, se anunció que Power Book III: Raising Kanan se estrenará en 2021.
En agosto de 2022, se anunció que Power Book V: Influence se había cancelado.